# Puchar Azji w Piłce Nożnej 1992
Puchar Azji w piłce nożnej 1992 odbył się w Japonii.
Końcowa kolejność:
1:  Japonia

2:  Arabia Saudyjska

3:  Chiny

4:  Zjednoczone Emiraty Arabskie

5-8:  Iran,  Korea Północna,  Katar,  Tajlandia

## Kwalifikacje
Zapewniony awans miały:
- Arabia Saudyjska (jako obrońca tytułu)
- Japonia (jako gospodarz)

Zakwalifikowane drużyny:
- Chiny (grupa E)
- Katar (grupa A)
- Korea Północna (grupa D)
- Iran (grupa C)
- Tajlandia (grupa F)
- Zjednoczone Emiraty Arabskie (grupa B)

## Stadiony
| Miasto    | Nazwa stadionu                          | Pojemność | Zdjęcie |
| --------- | --------------------------------------- | --------- | ------- |
| Hiroszima | Hiroshima Big Arch                      | 50,000    |         |
| Hiroszima | Hiroshima Regional Park The First Field | 10,000    |         |
| Hiroszima | Hiroshima Stadium                       | 13,800    |         |
| Onomichi  | Bingo Athletic Stadium                  | 9,245     |         |

## Faza grupowa
Wszystkie czasy lokalne (UTC+9)

### Grupa A
| Reprezentacja                | Pkt. | M | W | R | P | Br+ | Br- | +/- |
| ---------------------------- | ---- | - | - | - | - | --- | --- | --- |
| Japonia                      | 4    | 3 | 1 | 2 | 0 | 2   | 1   | +1  |
| Zjednoczone Emiraty Arabskie | 4    | 3 | 1 | 2 | 0 | 2   | 1   | +1  |
| Iran                         | 3    | 3 | 1 | 1 | 1 | 2   | 1   | +1  |
| Korea Północna               | 1    | 3 | 0 | 1 | 2 | 2   | 5   | −3  |

| 30 października 1992 17:00 | Korea Północna | 0 – 2 | Iran · Pious 30' · Ghayeghran 80' | Onomichi · Widzów: 8 tys. · Sędzia: Omer Al-Mehannah ( Arabia Saudyjska) |
|                            |                |       |                                   |                                                                          |

| 30 października 1992 19:00 | Japonia | 0 – 0 | Zjednoczone Emiraty Arabskie | Onomichi · Widzów: 10 tys. · Sędzia: Wei Jihong ( Chiny) |
|                            |         |       |                              |                                                          |

| 1 listopada 1992 12:00 | Iran | 0 – 0 | Zjednoczone Emiraty Arabskie | Hiroszima · Widzów: 25 tys. · Sędzia: Jamal Al Sharif ( Syria) |
|                        |      |       |                              |                                                                |

| 1 listopada 1992 14:00 | Japonia · Nakayama 80' | 1 – 1 | Korea Północna · Kim Gwang-min 29' (k.) | Hiroszima · Widzów: 32 tys. · Sędzia: Rasheed Al-Jassas ( Kuwejt) |
|                        |                        |       |                                         |                                                                   |

| 3 listopada 1992 12:00 | Zjednoczone Emiraty Arabskie · K. Saad 81' · Bakhit 85' | 2 – 1 | Korea Północna · Kim Gwang-min 69' | Hiroszima · Widzów: 33 tys. · Sędzia: Neji Jouini ( Tunezja) |
|                        |                                                         |       |                                    |                                                              |

| 3 listopada 1992 14:00 | Japonia · Miura 87' | 1 – 0 | Iran | Hiroszima · Widzów: 37 tys. · Sędzia: Jamal Al Sharif ( Syria) |
|                        |                     |       |      |                                                                |

### Grupa B
| Reprezentacja    | Pkt. | M | W | R | P | Br+ | Br- | +/- |
| ---------------- | ---- | - | - | - | - | --- | --- | --- |
| Arabia Saudyjska | 4    | 3 | 1 | 2 | 0 | 6   | 2   | +4  |
| Chiny            | 4    | 3 | 1 | 2 | 0 | 3   | 2   | +1  |
| Katar            | 2    | 3 | 0 | 2 | 1 | 3   | 4   | −1  |
| Tajlandia        | 2    | 3 | 0 | 2 | 1 | 1   | 5   | −4  |

| 29 października 1992 17:00 | Arabia Saudyjska · Al-Thunayan 17' | 1 – 1 | Chiny · Li Bing 41' | Hiroszima · Widzów: 15 tys. · Sędzia: Shinichiro Obata ( Japonia) |
|                            |                                    |       |                     |                                                                   |

| 29 października 1992 19:00 | Tajlandia · Areesngarkul 42' | 1 – 1 | Katar · Soufi 81' | Hiroszima · Widzów: 21 tys. · Sędzia: Hossein Khoshkhan ( Iran) |
|                            |                              |       |                   |                                                                 |

| 31 października 1992 13:00 | Arabia Saudyjska · Al-Muwallid 86' | 1 – 1 | Katar · Mustafa 74' | Hiroszima · Widzów: 4 tys. · Sędzia: Neji Jouini ( Tunezja) |
|                            |                                    |       |                     |                                                             |

| 31 października 1992 15:00 | Chiny | 0 – 0 | Tajlandia | Hiroszima · Widzów: 5 tys. · Sędzia: Noh Byung-Il ( Korea Południowa) |
|                            |       |       |           |                                                                       |

| 2 listopada 1992 17:00 | Arabia Saudyjska · al-Uwajran 4' · Al-Bishi 19,72' · Al-Thunayan 64' | 4 – 0 | Tajlandia | Onomichi · Widzów: 4 tys. · Sędzia: Ali Bujsaim ( Zjednoczone Emiraty Arabskie) |
|                        |                                                                      |       |           |                                                                                 |

| 2 listopada 1992 19:00 | Katar · Al-Sulaiti 20' | 1 – 2 | Chiny · Peng Weiguo 44,58' | Onomichi · Widzów: 4500 · Sędzia: Badara Sène ( Senegal) |
|                        |                        |       |                            |                                                          |

## Faza pucharowa
Wszystkie czasy miejscowe (UTC+9)
|  |                              |                              |                  |                         |   |         |         |       |
|  | Półfinały                    | Półfinały                    | Półfinały        |                         |   | Finał   | Finał   | Finał |
|  | Półfinały                    | Półfinały                    | Półfinały        |                         |   | Finał   | Finał   | Finał |
|  | 6 listopada - Hiroszima      |                              |                  |                         |   |         |         |       |
|  |                              |                              |                  |                         |   |         |         |       |
|  | Japonia                      | Japonia                      | 3                |                         |   |         |         |       |
|  | Japonia                      | Japonia                      | 3                | 8 listopada - Hiroszima |   |         |         |       |
|  | Chiny                        | Chiny                        | 2                |                         |   |         |         |       |
|  | Chiny                        | Chiny                        | 2                |                         |   | Japonia | Japonia | 1     |
|  | 6 listopada - Hiroszima      |                              |                  |                         |   | Japonia | Japonia | 1     |
|  |                              |                              | Arabia Saudyjska | Arabia Saudyjska        | 0 |         |         |       |
|  | Arabia Saudyjska             | Arabia Saudyjska             | Arabia Saudyjska | Arabia Saudyjska        | 0 | 2       |         |       |
|  | Arabia Saudyjska             | Arabia Saudyjska             |                  |                         |   |         |         |       |
|  | Zjednoczone Emiraty Arabskie | Zjednoczone Emiraty Arabskie | 0                |                         |   |         |         |       |
|  | Zjednoczone Emiraty Arabskie | Zjednoczone Emiraty Arabskie | 0                | Mecz o 3. miejsce       |   |         |         |       |
|  |                              |                              |                  |                         |   |         |         |       |
|  | 8 listopada - Hiroszima      |                              |                  |                         |   |         |         |       |
|  |                              |                              |                  |                         |   |         |         |       |
|  | Chiny (karne)                | Chiny (karne)                | 1 (4)            |                         |   |         |         |       |
|  | Chiny (karne)                | Chiny (karne)                | 1 (4)            |                         |   |         |         |       |
|  | Zjednoczone Emiraty Arabskie | Zjednoczone Emiraty Arabskie | 1 (3)            |                         |   |         |         |       |
|  | Zjednoczone Emiraty Arabskie | Zjednoczone Emiraty Arabskie | 1 (3)            |                         |   |         |         |       |

### Półfinały
| 6 listopada 1992 16:30 | Japonia · Fukuda 48' · Kitazawa 57' · Nakayama 84' | 3 – 2 | Chiny · Xie Yuxin 1' · Li Xiao 70' | Hiroszima · Widzów: 15 tys. · Sędzia: Hossein Khoshkhan ( Iran) |
|                        |                                                    |       |                                    |                                                                 |

| 6 listopada 1992 19:00 | Arabia Saudyjska · al-Uwajran 67' · Al-Bishi 80' | 2 – 0 | Zjednoczone Emiraty Arabskie | Hiroszima · Widzów: 12 tys. · Sędzia: Rasheed Al-Jassas ( Kuwejt) |
|                        |                                                  |       |                              |                                                                   |

### Mecz o trzecie miejsce
| 8 listopada 1992 12:00 | Chiny · Hao Haidong 15' | 1 – 1 k. 4:3 | Zjednoczone Emiraty Arabskie · Ismail 10' | Hiroszima · Widzów: 40 tys. · Sędzia: Neji Jouini ( Tunezja) |
|                        |                         |              |                                           |                                                              |

### Finał
| 8 listopada 1992 14:35 | Japonia · Takagi 36' | 1 – 0 | Arabia Saudyjska | Hiroszima · Widzów: 60 tys. · Sędzia: Jamal Al Sharif ( Syria) |
|                        |                      |       |                  |                                                                |